# Jemaah Islamiyah
Jemaah Islamiyah (JI) (àrab: الجماعة الإسلامية, al-Jamāʿa al-Islāmíyya, literalment ‘la Comunitat Islàmica’) és un grup militant extremista islamista del sud-est asiàtic dedicat a l'establiment d'una dawla islamiyya o estat islàmic al sud-est asiàtic. El 25 d'octubre de 2002, immediatament després de l'atemptat de Bali perpetrat per JI, l'organització fou afegida a la llista de grups terroristes vinculats a Al-Qaida i els talibans, d'acord amb la resolució núm. 1267 del Consell de Seguretat de l'ONU.
JI és una organització transnacional amb cèl·lules a Tailàndia, Singapur, Malàisia i Filipines. A més d'Al-Qaida, es pensa que també té lligams amb el Front Islàmic d'Alliberament Moro i Jamaah Ansharut Tauhid (JAT), una cèl·lula escindida de JI, formada per Abu Bakar Baasyir el 27 de juliol de 2008. Les Nacions Unides, Austràlia, Canadà, la República Popular de la Xina, el Kazakhstan, Rússia, els Emirats Àrabs Units, el Regne Unit i els Estats Units d'Amèrica consideren l'organització com a grup terrorista. Restà molt activa a Indonèsia on mantingué públicament una pàgina web fins al gener de 2013.

## Denominació
Jemaah Islamiyah tindria com a traducció al català "Comunitat Islàmica" i, abreujat de l'àrab, JI. Per a contrarestar els esforços de reclutament, acadèmics islàmics d'Indonèsia i les Filipines, crítics amb el grup, demanaren que l'organització fos anomenada Jemaah Munafiqa (JM), que tindria com a traducció «Comunitat Hipòcrita».

## Història
Té les seves arrels a Darul Islam (DI, traduït com ‘Casa de l'Islam’), un moviment radical islàmic anticolonialista d'Indonèsia de la dècada de 1940. El 2003, la policia indonèsia confirmà l'existència de "Mantiqe-IV", una cèl·lula regional de JI que cobria Papua Occidental i Austràlia. La mateixa policia anuncià que Muklas identificà a Abdul Rahim, un australià d'origen indonesi, com el dirigent de Mantiqe-IV.
Abans de l'atemptat de Bali del 12 d'octubre de 2002, l'amenaça de Jemaah Islamiyah fou menystinguda, i després d'aquest atac, els Departament d'Estat dels Estats Units designà a Jemaah Islamiah com a organització terrorista estrangera.Se sospita que Jemaah Islamiah també és responsable de l'atemptat de Kuningan de 2003, l'atemptat contra l'ambaixada d'Austràlia a Indonèsia de 2004, l'atemptat de Bali de 2005 i l'atemptat de Jakarta de 2009. JI també fou, directa i indirectament, implicat en dotzenes d'atemptats a la zona meridional de les Filipines, normalment en col·laboració amb Abu Sayyaf.
El malai Noordin Top Mohammad fou substituit al capdavant de l'organització per Abu Dujana, que en 2005 comptava uns 100 militants. Tanmateix, la majoria de figures prominents de Jemaah Islamiyah com Hambali, Abu Dujana, Azahari Husin, Noordin Top i Dulmatin foren capturades o assassinades per la unitat anti-terrorista indonèsia Destacament 88. Mentre molts dels seus dirigents anteriors, incloent l'extremista islàmic malai i veterà de la Guerra de l'Afganistan Nasir Abbas, renuncià a la violència i, fins i tot, assistí als governs indonesis i malais a la guerra contra el terrorisme. Nasir Abbas fou l'antic superior de Noordin Top. Investigadors indonesis revelaren l'establiment l'abril de 2007 d'una esquadra de JI per a assassinats, la qual fou establerta per anar en contra d'alts comandaments que s'oposessin als objectius del grup, així com altres oficials, incloent agents policials, fiscals i jutges vinculats a casos d'antiterrorisme. L'abril 2008, el Tribunal del Districte de Jakarta del Sud declarà a JI com a organització il·legal quan sentencià l'exdirigent Zarkasih i l'excomandant militar Abu Dujana a 15 anys de presó per càrrecs de terrorisme. El 2010, autoritats indonèsies desmantellaren la xarxa de Jemaah Islamiyah a Aceh. Entre febrer i maig de 2010, més de 60 militants van ser capturats.

### Designació com a grup terrorista
Jemaah Islamiyah fou designat com a grup terrorista pels estats i organitzacions internacionals següents:
- Austràlia[14]
- Canadà[15]
- Regne Unit[16]
- Nacions Unides[17]
- Estats Units[18]

### Altres estats opositors
- Indonèsia
- Malàisia
- Filipines